# Droga wojewódzka nr 686
Droga wojewódzka nr 686 – droga wojewódzka w województwie podlaskim, w powiecie białostockim, łącząca Przechody z Jałówką. Ma długość ok. 40 km.
Droga zaczyna się na skrzyżowaniu z drogą krajową nr 65 (skrzyżowanie znajduje się 3 km przed Przechodami położonymi na trasie DK65), następnie biegnie m.in. przez Michałowo i Juszkowy Gród, gdzie krzyżuje się z drogą wojewódzką nr 687 i następnie biegnie, aż do centrum wsi Jałówka. Droga potem ciągnie się za wieś do okolic granicy polsko-białoruskiej, lecz nie ma tam przejścia granicznego.